# Peter Clack
Peter Clack är en australisk trumslagare. Han var medlem i AC/DC från februari 1974 till januari 1975 och medverkar på bandets debutalbum High Voltage. Han ersattes av Phil Rudd.